# 기자실기
《기자실기》(箕子實記)는 1580년에 이이(李珥)가 집필한 기자(箕子)에 관한 책이다. 이이가 윤두수의 《기자지》(箕子志)는 잡다한 자료를 일정한 체계없이 늘어놓았으므로 기자에 대한 통기(統記)를 알 수 없다하여 이를 정리한 책이다.
주로 기자가 한반도로 와서 동이족을 교화시키고 고조선을 건국했으며, 단군과 단군조선의 존재 자체를 부정하는 중화 사상을 중심으로 하는 이야기이다.
한국의 역사학계에서는 기자조선과 '기자동래설'을 인정하지 않고, 또한 실제로 기자조선이 통치하지 않았으므로 이 내용을 거짓으로 보는 시각이 지배적이다.
《기자실기》는 우리나라를 소중화로 파악하고 있으며 성리학적 세계관이 반영되었다.